# Atheris acuminata
Atheris acuminata är en ormart som beskrevs av Broadley 1998. Atheris acuminata ingår i släktet trädhuggormar, och familjen huggormar. Inga underarter finns listade.
Arten är bara känd från Uganda.